# 1272
Il 1272 (MCCLXXII in numeri romani) è un anno bisestile del XIII secolo.

## Nati
- Guglielmo I Bevilacqua, condottiero italiano († 1335)
- Giovanna d'Inghilterra, nobildonna inglese († 1307)
- Margherita di Fiandra, nobildonna († 1331)
- Salamish († 1291)
- Bernardo Tolomei, religioso italiano († 1348)
- Amalrico II di Tiro († 1310)
- Cecilia di Rodez, nobile francese († 1313)

## Morti
- 6 gennaio - Alfonso di Molina, nobile (n. 1202)
- 14 marzo - Enzo di Svevia, re
- 17 marzo - Go-Saga, imperatore giapponese (n. 1220)
- 18 marzo - John FitzAlan, VII conte di Arundel, nobile inglese (n. 1246)
- 2 aprile - Riccardo di Cornovaglia, re (n. 1209)
- 24 aprile - Erbordo, vescovo cattolico italiano
- 15 maggio - Tommaso di Cantimpré, scrittore e teologo fiammingo (n. 1201)
- 30 luglio - Bonifacio da Canossa, politico italiano
- 6 agosto - Stefano V d'Ungheria, re (n. 1239)
- 13 settembre - Guglielmo di Saint-Amour, teologo e filosofo francese (n. 1202)
- 16 settembre - Jaroslav III di Vladimir, principe russo (n. 1230)
- 10 ottobre - Iolanda di Bretagna, nobildonna francese (n. 1218)
- 30 ottobre - Ugo IV di Borgogna, duca francese (n. 1212)
- 31 ottobre - Cristoforo di Romagna, presbitero italiano
- 16 novembre - Enrico III d'Inghilterra, re (n. 1207)
- Annibaldo Annibaldi, cardinale e teologo italiano (n. 1220)
- Bartolomeo Anglico, francescano e scrittore inglese
- Niceforo Blemmida, scrittore bizantino (n. 1197)
- Jehan Bretel, francese
- Ermanno Alemanno, traduttore e vescovo cattolico tedesco
- Gerardo di Abbeville, teologo francese (n. 1220)
- Griffolino d'Arezzo, italiano
- Guido Guerra di Dovadola, condottiero e politico italiano
- Guglielmo, vescovo cattolico italiano
- Martino del Cassero, giurista e notaio italiano (n. 1190)
- Negübei, condottiero mongolo
- Guecellone VI da Camino, nobile italiano (n. 1243)

## Calendario
| Calendario 1272 | Calendario 1272 | Calendario 1272 | Calendario 1272 | Calendario 1272 | Calendario 1272 | Calendario 1272 | Calendario 1272 | Calendario 1272 | Calendario 1272 | Calendario 1272 | Calendario 1272 | Calendario 1272 | Calendario 1272 | Calendario 1272 | Calendario 1272 | Calendario 1272 | Calendario 1272 | Calendario 1272 | Calendario 1272 | Calendario 1272 | Calendario 1272 | Calendario 1272 | Calendario 1272 | Calendario 1272 | Calendario 1272 | Calendario 1272 | Calendario 1272 | Calendario 1272 | Calendario 1272 | Calendario 1272 | Calendario 1272 | Calendario 1272 |
| --------------- | --------------- | --------------- | --------------- | --------------- | --------------- | --------------- | --------------- | --------------- | --------------- | --------------- | --------------- | --------------- | --------------- | --------------- | --------------- | --------------- | --------------- | --------------- | --------------- | --------------- | --------------- | --------------- | --------------- | --------------- | --------------- | --------------- | --------------- | --------------- | --------------- | --------------- | --------------- | --------------- |
|                 | 1               | 2               | 3               | 4               | 5               | 6               | 7               | 8               | 9               | 10              | 11              | 12              | 13              | 14              | 15              | 16              | 17              | 18              | 19              | 20              | 21              | 22              | 23              | 24              | 25              | 26              | 27              | 28              | 29              | 30              | 31              |                 |
| Gennaio         | Ve              | Sa              | Do              | Lu              | Ma              | Me              | Gi              | Ve              | Sa              | Do              | Lu              | Ma              | Me              | Gi              | Ve              | Sa              | Do              | Lu              | Ma              | Me              | Gi              | Ve              | Sa              | Do              | Lu              | Ma              | Me              | Gi              | Ve              | Sa              | Do              |                 |
| Febbraio        | Lu              | Ma              | Me              | Gi              | Ve              | Sa              | Do              | Lu              | Ma              | Me              | Gi              | Ve              | Sa              | Do              | Lu              | Ma              | Me              | Gi              | Ve              | Sa              | Do              | Lu              | Ma              | Me              | Gi              | Ve              | Sa              | Do              | Lu              |                 |                 |                 |
| Marzo           | Ma              | Me              | Gi              | Ve              | Sa              | Do              | Lu              | Ma              | Me              | Gi              | Ve              | Sa              | Do              | Lu              | Ma              | Me              | Gi              | Ve              | Sa              | Do              | Lu              | Ma              | Me              | Gi              | Ve              | Sa              | Do              | Lu              | Ma              | Me              | Gi              |                 |
| Aprile          | Ve              | Sa              | Do              | Lu              | Ma              | Me              | Gi              | Ve              | Sa              | Do              | Lu              | Ma              | Me              | Gi              | Ve              | Sa              | Do              | Lu              | Ma              | Me              | Gi              | Ve              | Sa              | Do              | Lu              | Ma              | Me              | Gi              | Ve              | Sa              |                 |                 |
| Maggio          | Do              | Lu              | Ma              | Me              | Gi              | Ve              | Sa              | Do              | Lu              | Ma              | Me              | Gi              | Ve              | Sa              | Do              | Lu              | Ma              | Me              | Gi              | Ve              | Sa              | Do              | Lu              | Ma              | Me              | Gi              | Ve              | Sa              | Do              | Lu              | Ma              |                 |
| Giugno          | Me              | Gi              | Ve              | Sa              | Do              | Lu              | Ma              | Me              | Gi              | Ve              | Sa              | Do              | Lu              | Ma              | Me              | Gi              | Ve              | Sa              | Do              | Lu              | Ma              | Me              | Gi              | Ve              | Sa              | Do              | Lu              | Ma              | Me              | Gi              |                 |                 |
| Luglio          | Ve              | Sa              | Do              | Lu              | Ma              | Me              | Gi              | Ve              | Sa              | Do              | Lu              | Ma              | Me              | Gi              | Ve              | Sa              | Do              | Lu              | Ma              | Me              | Gi              | Ve              | Sa              | Do              | Lu              | Ma              | Me              | Gi              | Ve              | Sa              | Do              |                 |
| Agosto          | Lu              | Ma              | Me              | Gi              | Ve              | Sa              | Do              | Lu              | Ma              | Me              | Gi              | Ve              | Sa              | Do              | Lu              | Ma              | Me              | Gi              | Ve              | Sa              | Do              | Lu              | Ma              | Me              | Gi              | Ve              | Sa              | Do              | Lu              | Ma              | Me              |                 |
| Settembre       | Gi              | Ve              | Sa              | Do              | Lu              | Ma              | Me              | Gi              | Ve              | Sa              | Do              | Lu              | Ma              | Me              | Gi              | Ve              | Sa              | Do              | Lu              | Ma              | Me              | Gi              | Ve              | Sa              | Do              | Lu              | Ma              | Me              | Gi              | Ve              |                 |                 |
| Ottobre         | Sa              | Do              | Lu              | Ma              | Me              | Gi              | Ve              | Sa              | Do              | Lu              | Ma              | Me              | Gi              | Ve              | Sa              | Do              | Lu              | Ma              | Me              | Gi              | Ve              | Sa              | Do              | Lu              | Ma              | Me              | Gi              | Ve              | Sa              | Do              | Lu              |                 |
| Novembre        | Ma              | Me              | Gi              | Ve              | Sa              | Do              | Lu              | Ma              | Me              | Gi              | Ve              | Sa              | Do              | Lu              | Ma              | Me              | Gi              | Ve              | Sa              | Do              | Lu              | Ma              | Me              | Gi              | Ve              | Sa              | Do              | Lu              | Ma              | Me              |                 |                 |
| Dicembre        | Gi              | Ve              | Sa              | Do              | Lu              | Ma              | Me              | Gi              | Ve              | Sa              | Do              | Lu              | Ma              | Me              | Gi              | Ve              | Sa              | Do              | Lu              | Ma              | Me              | Gi              | Ve              | Sa              | Do              | Lu              | Ma              | Me              | Gi              | Ve              | Sa              |                 |